# Пйотрковиці-Малі
Пйотрковиці-Малі (пол. Piotrkowice Małe) — село в Польщі, у гміні Конюша Прошовицького повіту Малопольського воєводства.
Населення — 554 особи (2011).
У 1975-1998 роках село належало до Краківського воєводства.

## Демографія
Демографічна структура станом на 31 березня 2011 року:
|          | Загалом | Допрацездатний вік | Працездатний вік | Постпрацездатний вік |
| -------- | ------- | ------------------ | ---------------- | -------------------- |
| Чоловіки | 274     | 52                 | 186              | 36                   |
| Жінки    | 280     | 52                 | 174              | 54                   |
| Разом    | 554     | 104                | 360              | 90                   |